# El Tanque Sisley
Centro Cultural y Deportivo El Tanque Sisley, of kortweg El Tanque Sisley, is een Uruguayaanse voetbalclub uit de hoofdstad Montevideo. De club werd opgericht in 1955 als Club Atlético El Tanque. Op 15 december 1981 volgde een fusie met Club Cultural y Deportivo Sisley en werd de huidige naam aangenomen. De club promoveerde in 2010 naar de hoogste afdeling van het Uruguayaanse profvoetbal, de Primera División. 

## Erelijst
- Segunda División

1981, 1990, 2010
- Tercera División

1986, 1997

## Bekende (oud-)spelers
- Hugo Guerra
- Walter Peletti
- Venancio Ramos

## Trainers
- Tabaré Silva (2010-2011)
- Rubén da Silva (2011)
- Raúl Moller (2011-)